# Zanonia
Zanonia é um género botânico pertencente à família Cucurbitaceae.

## Espécies
| - Zanonia angulata - Zanonia bibracteata - Zanonia capricornica - Zanonia cissoides - Zanonia clarkei - Zanonia clavigera - Zanonia heterosperma - Zanonia hookeri - Zanonia indica - Zanonia integerrima | - Zanonia laxa - Zanonia macrocarpa - Zanonia oblonga - Zanonia pedata - Zanonia philippinensis - Zanonia sarcophylla - Zanonia stephensiana - Zanonia timorana - Zanonia timorensis - Zanonia wightiana |

## Classificação do gênero
| Sistema | Classificação                    | Referência               |
| ------- | -------------------------------- | ------------------------ |
| Linné   | Classe Dioecia, ordem Tetrandria | Species plantarum (1753) |
| Linné   | Classe Dioecia, ordem Pentandria | Genera plantarum (1754)  |